# Yalgoo Shire
Yalgoo Shire är en kommun i Western Australia, Australien. Kommunen, som är belägen 500 km norr om Perth i regionen Mid West, har en yta på 27 936 km², och en folkmängd på 406 enligt 2011 års folkräkning. Huvudort är Yalgoo.